# Carmenta mimosa
Carmenta mimosa là một loài bướm đêm thuộc họ Sesiidae. Nó là loài bản địa của Trung Mỹ (México, Honduras và Nicaragua), but has been introduced to Lãnh thổ Bắc Úc của Úc năm 1989.
Ấu trùng ăn Mimosa pigra. 